# São Paulo Challenger de Tênis
Il São Paulo Challenger de Tênis è un torneo professionistico di tennis giocato su campi in terra rossa. Fa parte dell'ATP Challenger Tour e dell'ITF Women's Circuit. Si gioca annualmente a San Paolo in Brasile.

## Albo d'oro

### Singolare maschile
| Anno       | Campione               | Finalista                | Punteggio     |
| ---------- | ---------------------- | ------------------------ | ------------- |
| 2021       | Juan Pablo Ficovich    | Luciano Darderi          | 6–3, 7–5      |
| 2020       | Felipe Meligeni Alves  | Frederico Ferreira Silva | 6–2, 7–6(1)   |
| 2019- 2018 | Non disputato          | Non disputato            | Non disputato |
| 2017       | Gastão Elias           | Renzo Olivo              | 3–6, 6–3, 6–4 |
| 2016       | Gonzalo Lama           | Ernesto Escobedo         | 6–2, 6–2      |
| 2015       | Guido Pella            | Christian Lindell        | 7–5, 7–6(1)   |
| 2014       | Rogério Dutra da Silva | Blaž Rola                | 6–4, 6–2      |
| 2013       | Alejandro González     | Eduardo Schwank          | 6–2, 6–3      |

### Doppio maschile
| Anno       | Campioni                                  | Finalisti                               | Punteggio           |
| ---------- | ----------------------------------------- | --------------------------------------- | ------------------- |
| 2021       | Nicolás Barrientos Alejandro Gómez        | Rafael Matos Felipe Meligeni Alves      | Walkover            |
| 2020       | Luis David Martínez Felipe Meligeni Alves | Rogério Dutra da Silva Fernando Romboli | 6–3, 6–3            |
| 2019- 2018 | Non disputato                             | Non disputato                           | Non disputato       |
| 2017       | Máximo González Fabrício Neis             | Gastão Elias José Pereira               | 6–1, 6–1            |
| 2016       | Fabrício Neis Caio Zampieri               | José Pereira Alexandre Tsuchiya         | 6–4, 7–6(3)         |
| 2015       | Chase Buchanan Blaž Rola                  | Guido Andreozzi Sergio Galdós           | 6–4, 6–4            |
| 2014       | Guido Pella Diego Schwartzman             | Máximo González Andrés Molteni          | 1–6, 6–3, [10–4]    |
| 2013       | Fernando Romboli Eduardo Schwank          | Nicolás Barrientos Marcelo Arévalo      | 6(6)–7, 6–4, [10–8] |

### Singolare femminile
| Anno | Campionessa  | Finalista   | Punteggio        |
| ---- | ------------ | ----------- | ---------------- |
| 2013 | Bianca Botto | Gabriela Cé | 7–6(2), 5–7, 6–2 |

### Doppio femminile
| Anno | Campionesse                     | Finaliste                    | Punteggio |
| ---- | ------------------------------- | ---------------------------- | --------- |
| 2013 | Laura Pigossi Carolina Zeballos | Nathalia Rossi Luisa Stefani | 6–3, 6–4  |